# Cañón galileano

Un cañón galileano

Un cañón galileano es un dispositivo que demuestra la conservación del momento lineal. Está compuesto de una pila de bolas, que comienza con una bola grande y pesada en la base de la pila y termina con una bola pequeña y liviana en la parte superior. La idea básica es que esta pila de bolas se puede dejar caer al suelo y casi toda la energía cinética de las bolas inferiores se transfiera a la bola superior, que luego rebotará varias veces a la altura desde la que se dejó caer. A primera vista, el comportamiento del cañón parece ser muy contrario a la intuición, pero de hecho es exactamente lo que la conservación del impulso predice. La principal dificultad del cañón es en mantener estable la configuración de las bolas durante la caída inicial. Las primeras descripciones del cañón implican algún tipo de pegamento, cinta adhesiva, tubo o red para que puedan alinearse las bolas.
Edmund Scientific Corporation vendió una versión moderna del cañón galileano. Actualmente se vende como el "Astroblaster". En este dispositivo, se pasa un alambre grueso a través de todas las bolas para mantenerlas alineadas de manera precisa, pero el principio es el mismo. El resultado de los rebotes es bastante fuerte y poderoso; de hecho, los problemas de seguridad ocular se volvieron tan frecuentes que hicieron que este objeto ahora venga con gafas protectoras de seguridad.
También se puede demostrar los principios de una manera simplificada con solamente usar dos pelotas, como por ejemplo, una pelota de baloncesto y una pelota de tenis. Si una persona equilibra la pelota de tenis sobre la pelota de baloncesto y deja caer el par de pelotas al suelo, la pelota de tenis rebotará muchas veces la altura desde la que se soltó.